# Fenilacetileno
Fenilacetileno é um alcino contendo um grupo fenil. Existe como um líquido viscoso incolor. Em pesquisas, é às vezes usado como acetileno; por ser um líquido, é mais fácil de manusear que o gás acetileno.

## Preparação
No laboratório, fenilacetileno pode ser preparado pela eliminação de brometo de hidrogênio do dibrometo de estireno usando amida de sódio em amônia:
Pode ser preparado também pela eliminação de bromidreto do brometo de estireno usando hidróxido de potássio fundido.